# Vaejovis jonesi
Espèce
Vaejovis jonesi est une espèce de scorpions de la famille des Vaejovidae.

## Distribution
Cette espèce est endémique des États-Unis. Elle se rencontre dans le Nord de l'Arizona et dans le Sud de l'Utah.

## Description
La femelle holotype mesure 73,1 mm.

## Étymologie
Cette espèce est nommée en l'honneur du ranger D. J. Jones.

## Publication originale
- Stahnke, 1940 : « The Scorpions of Arizona. » Iowa State College Journal of Science, vol. 15, no 1, p. 101-103.